# Panoráma Obrana Sevastopolu
Panoráma Obrana Sevastopolu (rusky Панорама Оборона Севастополя) je muzeum bitvy o Sevastopol (1854–1855), zřízené speciálně pro ohromné panoramatické plátno Obrana Sevastopolu malíře Franze Alexejeviče Roubauda. Roku 1942 byla budova vybombardována a z plátna se z celkových 1116 m² podařilo zachránit pouze ohořelé fragmenty. Současní návštěvníci tak mohou obdivovat pouze kopii původního Roubaudova plátna.

## Historické okolnosti
Sevastopol se stal v polovině 19. století místem klíčového střetnutí krymské války. V té se Anglie, Francie a Osmanská říše pokoušely vytlačit Rusko z Balkánského poloostrova a z oblasti Černého moře. Po 11 dlouhých měsíců (od 17. října 1854 do 9. září 1855) čelili ruští obránci několikanásobné přesile protivníka, dokud nebyli donuceni stáhnout se na sever. Celá válka vyvrcholila podepsáním Pařížské mírové smlouvy, která nepřinesla žádné z bojujících stran úplné vítězství.

## Vznik panorámatu
Autorem panorámatu byl zakladatel ruského panoramatického umění, profesor v oboru vojenského malířství Imperátorské akademie výtvarných umění v Petrohradu Franz Alexejevič Roubaud. Vycházel přitom z jedné z nejvýraznějších epizod bojů o Sevastopol – bitvy na vrchu Malachov kurgan (Малахов курган) 6. června 1855. Toho dne 75 tisíc ruských vojáků odrazilo útok 173 tisíc Angličanů a Francouzů.
Za hlavního hrdinu bitvy považoval Roubaud lid, jehož udatnost chtěl vystihnout především. Práci na panorámatu započal umělec roku 1901. Přicestoval kvůli tomu do Sevastopolu, prostudoval historické dokumenty, obeznámil se s někdejším bojištěm, rozmlouval s účastníky a svědky bojů, načež v Petrohradu vzniknul první náčrt obrazu. Ohromné malířské plátno o rozměrech 14 x 115 m vytvořil v Mnichově za pomoci tří německých malířů a 20 studentů bavorské akademie výtvarných umění.
V létě 1904 bylo plátno dopraveno do Sevastopolu a 14. května 1905 bylo slavnostně otevřeno zvláště pro tyto účely zbudované muzeum. Jedním z prvních návštěvníků byli veteráni bitvy o Sevastopol.

## Budova muzea
Projekt budovy muzea vypracoval vojenský inženýr, plukovník Friedrich-Oskar Enberg. 27. února 1902 byl Enbergův náčrt odeslán do Petrohradu a 31. července 1902 jej schválil car Mikuláš II.
Ačkoliv je na obrazu zachycen pohled z vrchu Malachov kurgan, muzejní budova se nachází na jiném klíčovém místě bitvy o Sevastopol - na tzv. Čtvrté baště. Právě na této baště se bojů účastnil osmadvacetiletý Lev Nikolajevič Tolstoj.
Ve výklencích na fasádě jsou umístěny mramorové busty hrdinů obrany Sevastopolu: Vladimira Alexejeviče Kornilova, Pavla Stěpanoviče Nachimova, Vladimira Ivanoviče Istomina, Alexandra Ivanoviče Panfilova, Fjodora Michajloviče Novosilského, Grigorije Ivanoviče Butakova, Stěpana Alexandroviče Chruljova, Alexandra Vasiljeviče Melnikova, Lva Nikolajeviče Tolstého, Nikolaje Ivanoviče Pirogova, Pjotra Markoviče Košky, Ignatije Vladimiroviče Ševčenka a Dašy Sevastopolské. Aby na plátno padalo přirozené světlo, bylo na střeše zřízeno speciální kruhové okno.

## Zničení a obnova panorámatu
25. června 1942 na budovu dopadly německé bomby a plátno zachvátil požár. Díky odvaze a úsilí námořníků Černomořské flotily bylo zachráněno 86 jednotlivých fragmentů obrazu. V noci 27. června byly tyto fragmenty naloženy na poslední loď, která přístav opustila, torpédoborec Taškent směřující do Novorossijsku a převážející mj. také 2000 raněných, žen a dětí. Plavidlo bylo sice cestou těžce poškozeno, do Novorossijsku však doplulo a lidé i náklad byli zachráněni. Bohužel však do kajuty, kde byly uloženy zbytky plátna, pronikla voda, takže ačkoliv byly asi 2/3 z celkových 1116 m² zachráněny, jejich restaurace nebyla možná.
Po válce bylo rozhodnuto o zhotovení kopie zničeného plátna. Práce vedl akademik V. N. Jakovlev a po jeho smrti akademik P. P. Sokolov-Skalja. Nejedná se však o zcela přesnou kopii, na výjev bylo doplněno několik nových výjevů (např. kuchař v zemljance).
Zrekonstruované muzeum bylo znovuotevřeno 16. října 1954.

## Galerie

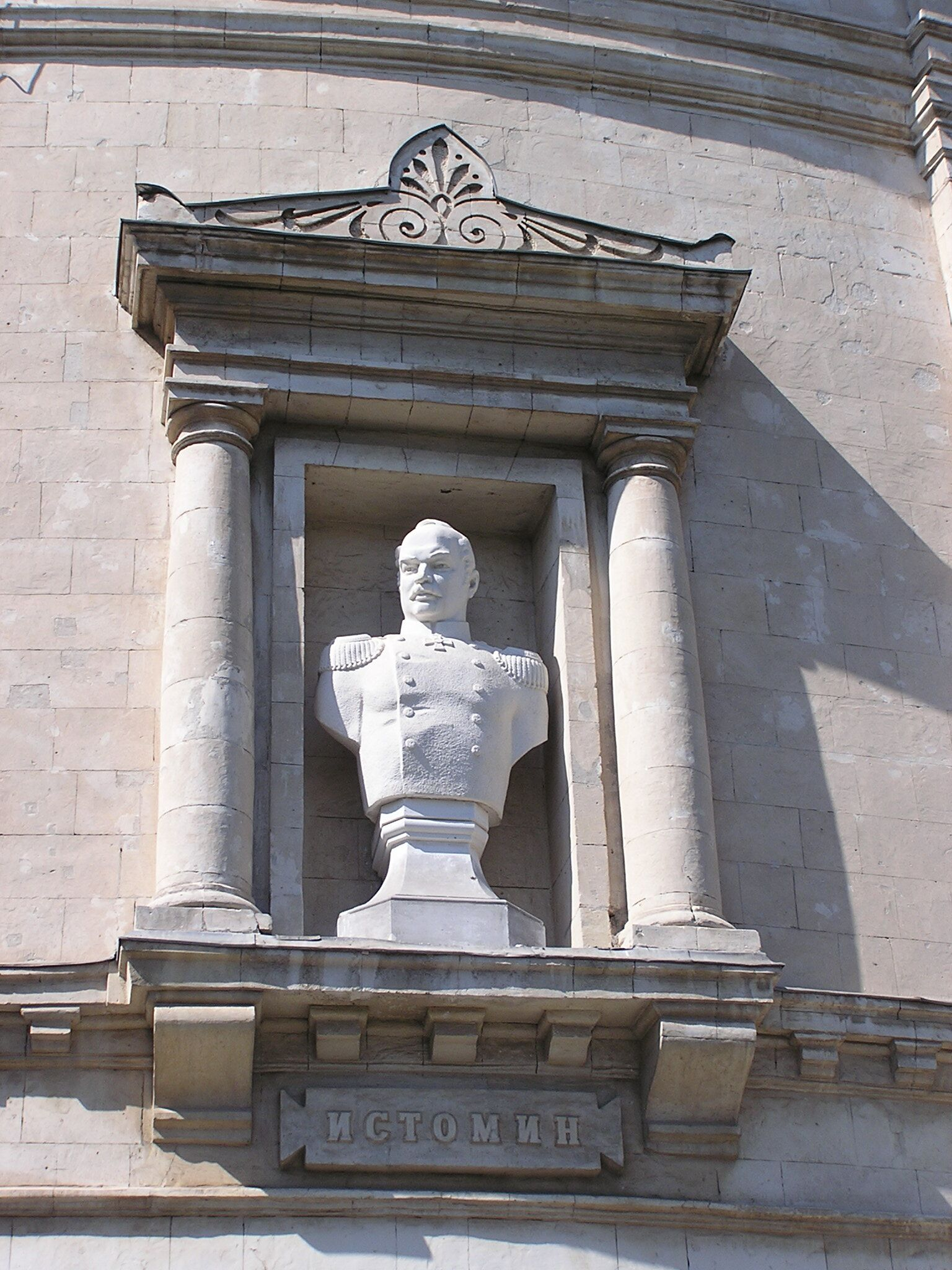
Busta Vladimira Ivanoviče Istomina
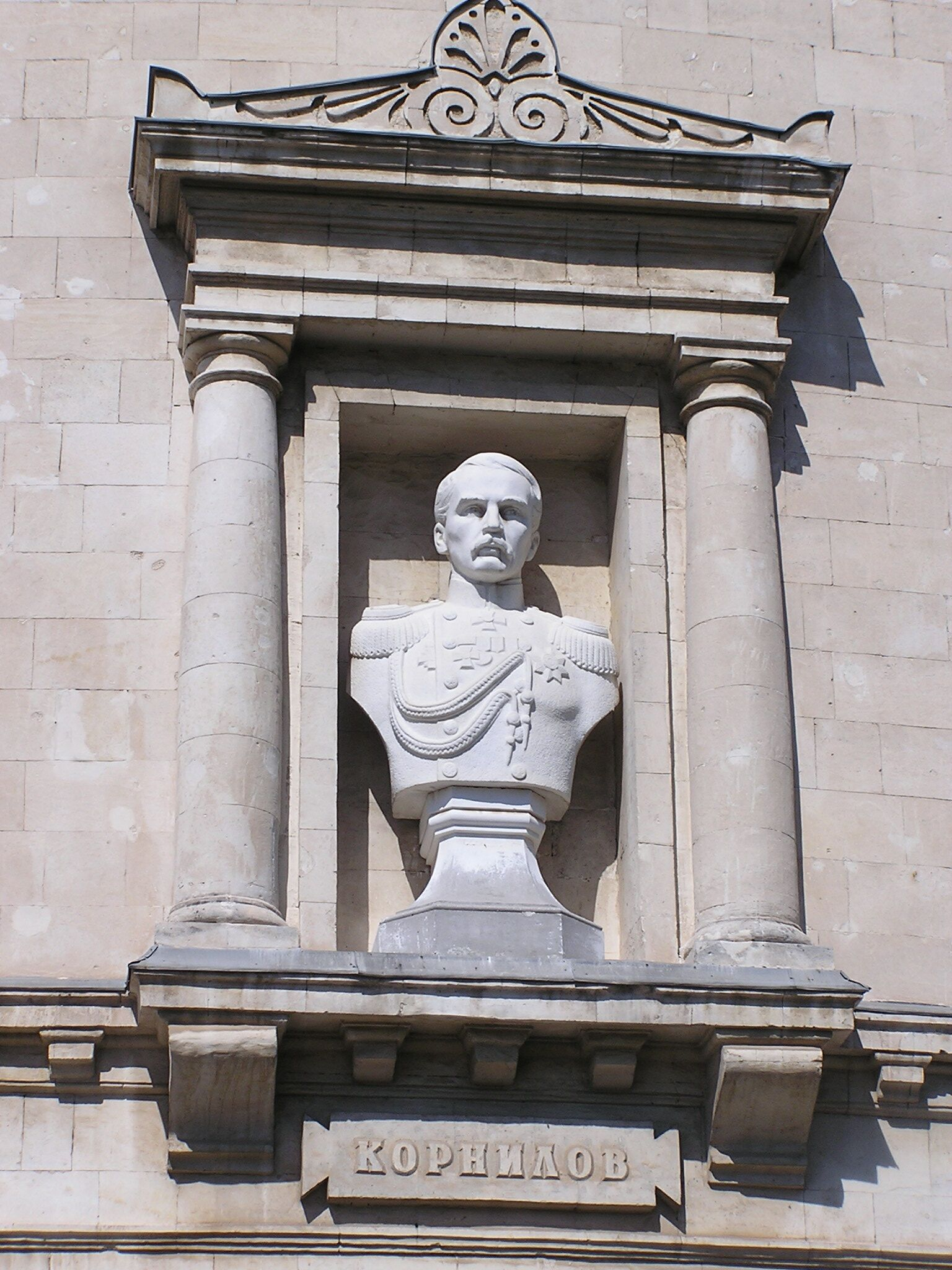
Busta Vladimira Alexejeviče Kornilova
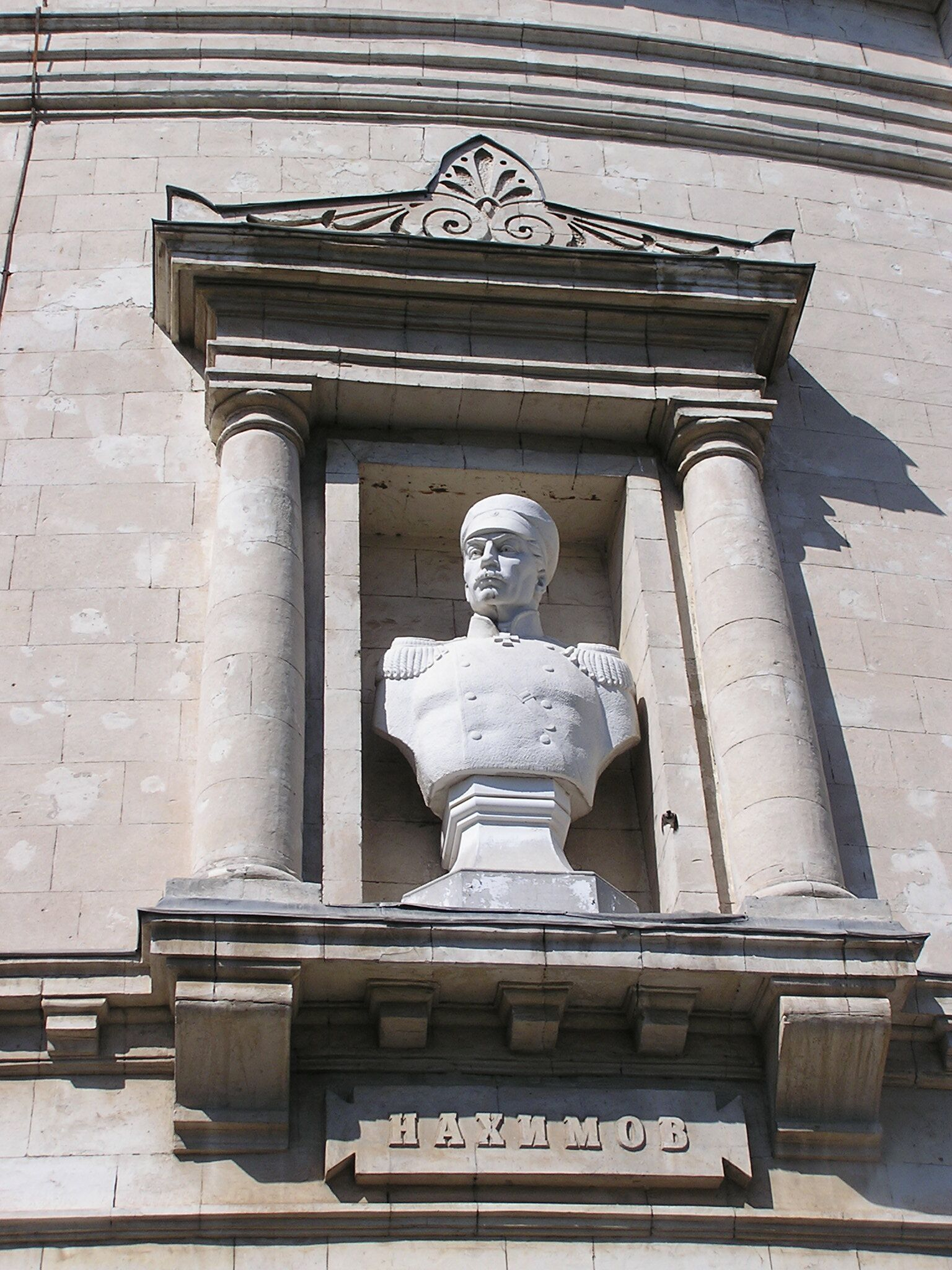
Busta Pavla Stěpanoviče Nachimova
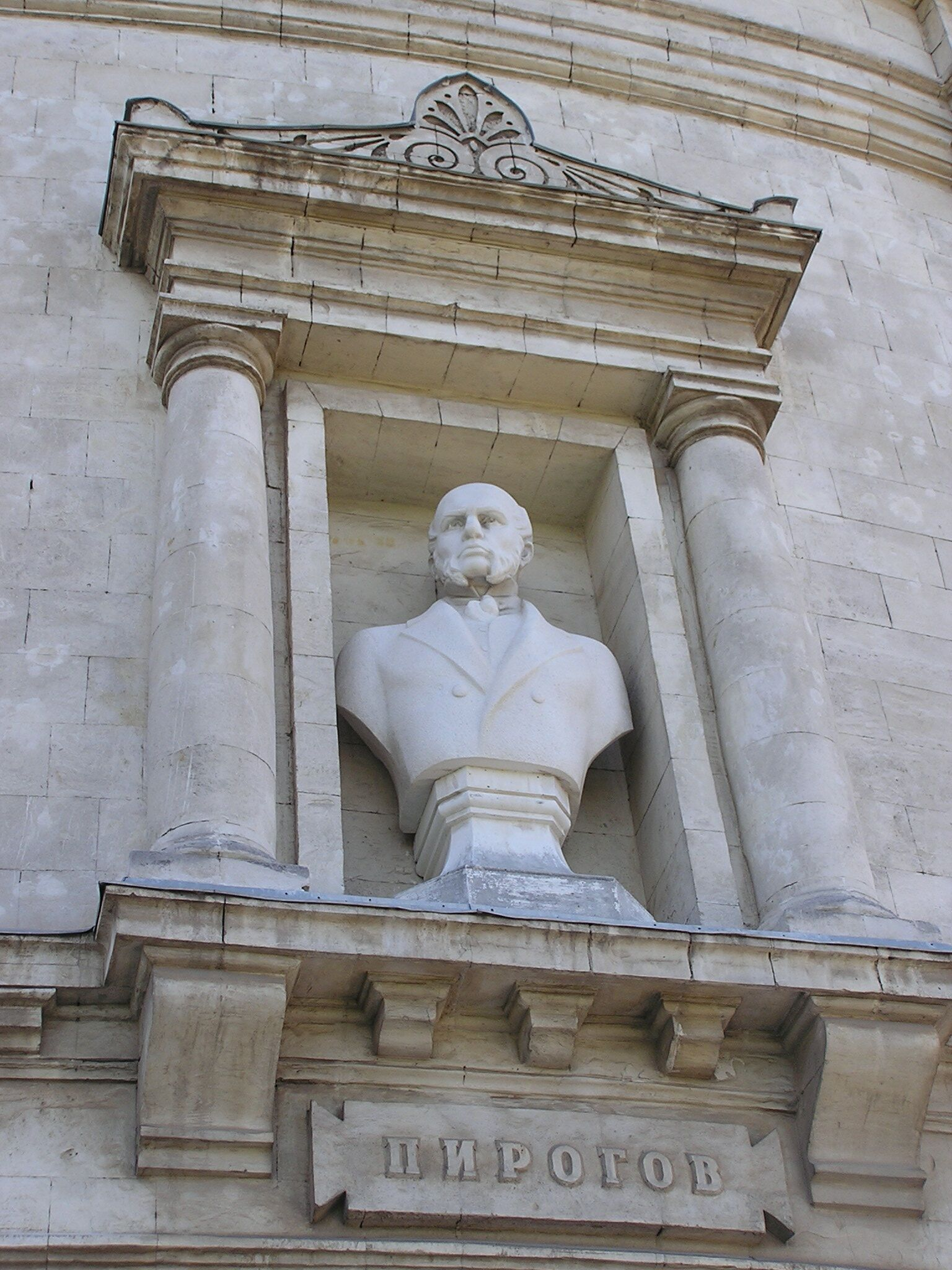
Busta Nikolaje Ivanoviče Pirogova
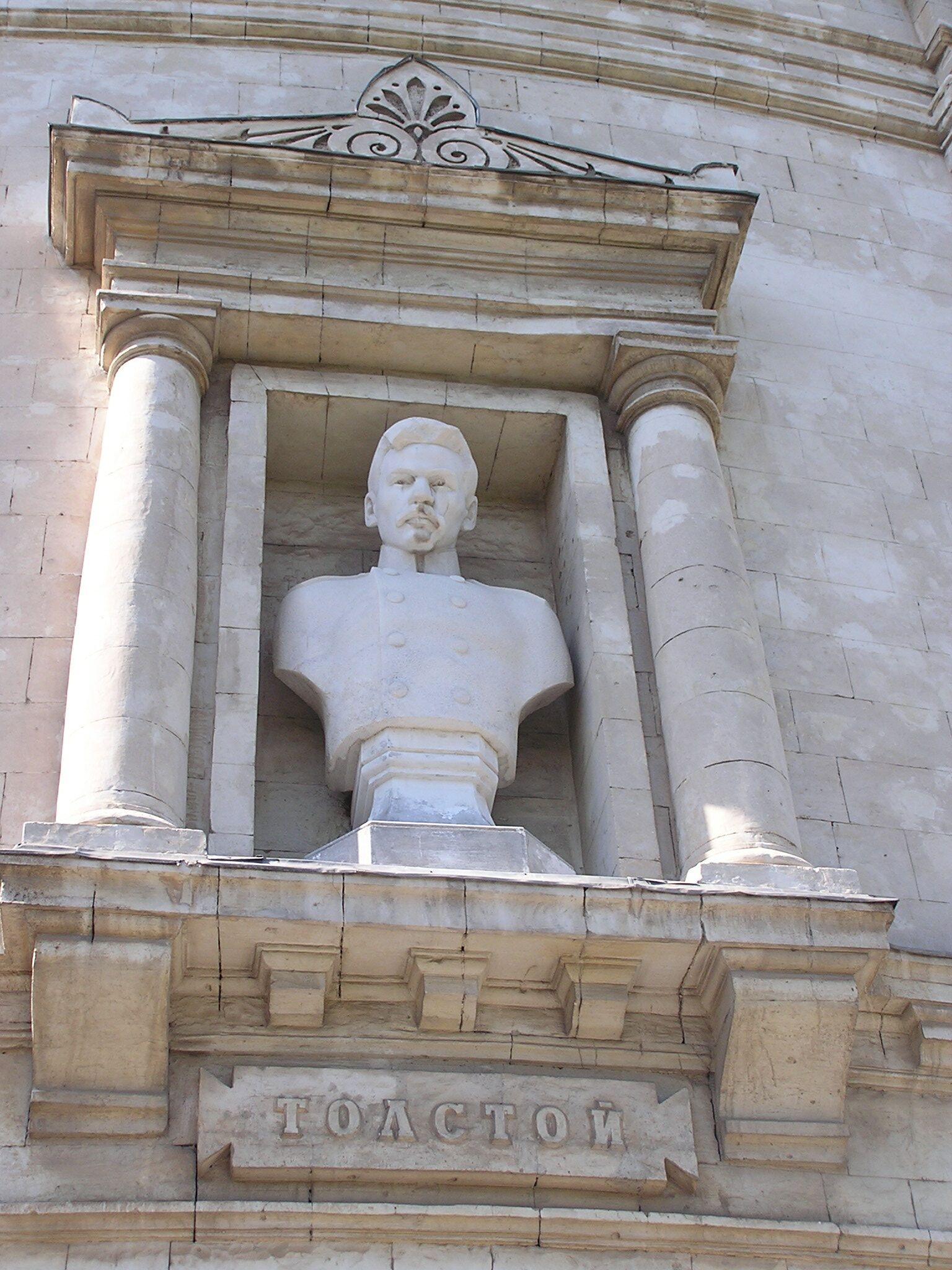
Busta Lva Nikolajeviče Tolstého
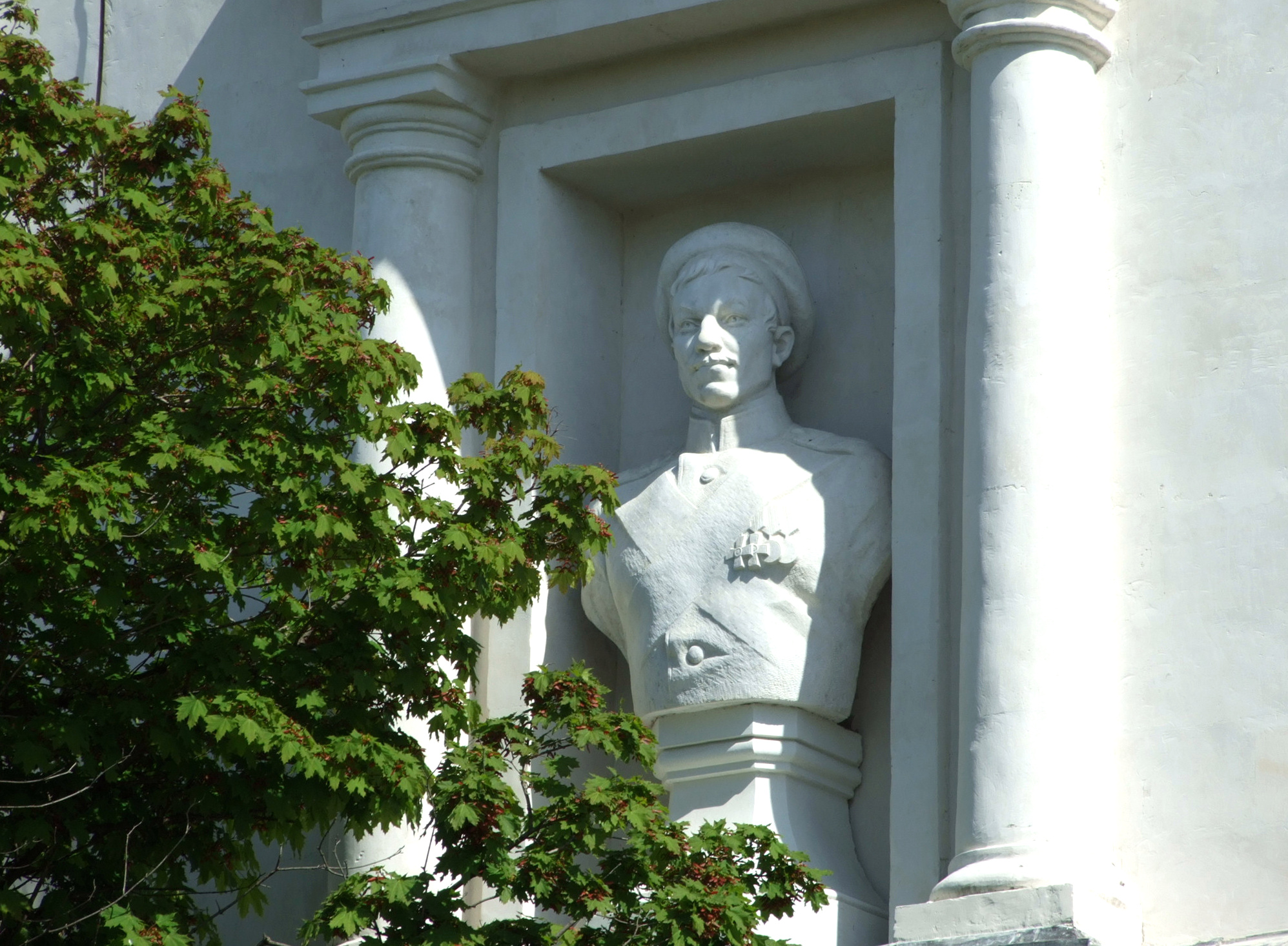
Busta Pjotra Markoviče Košky
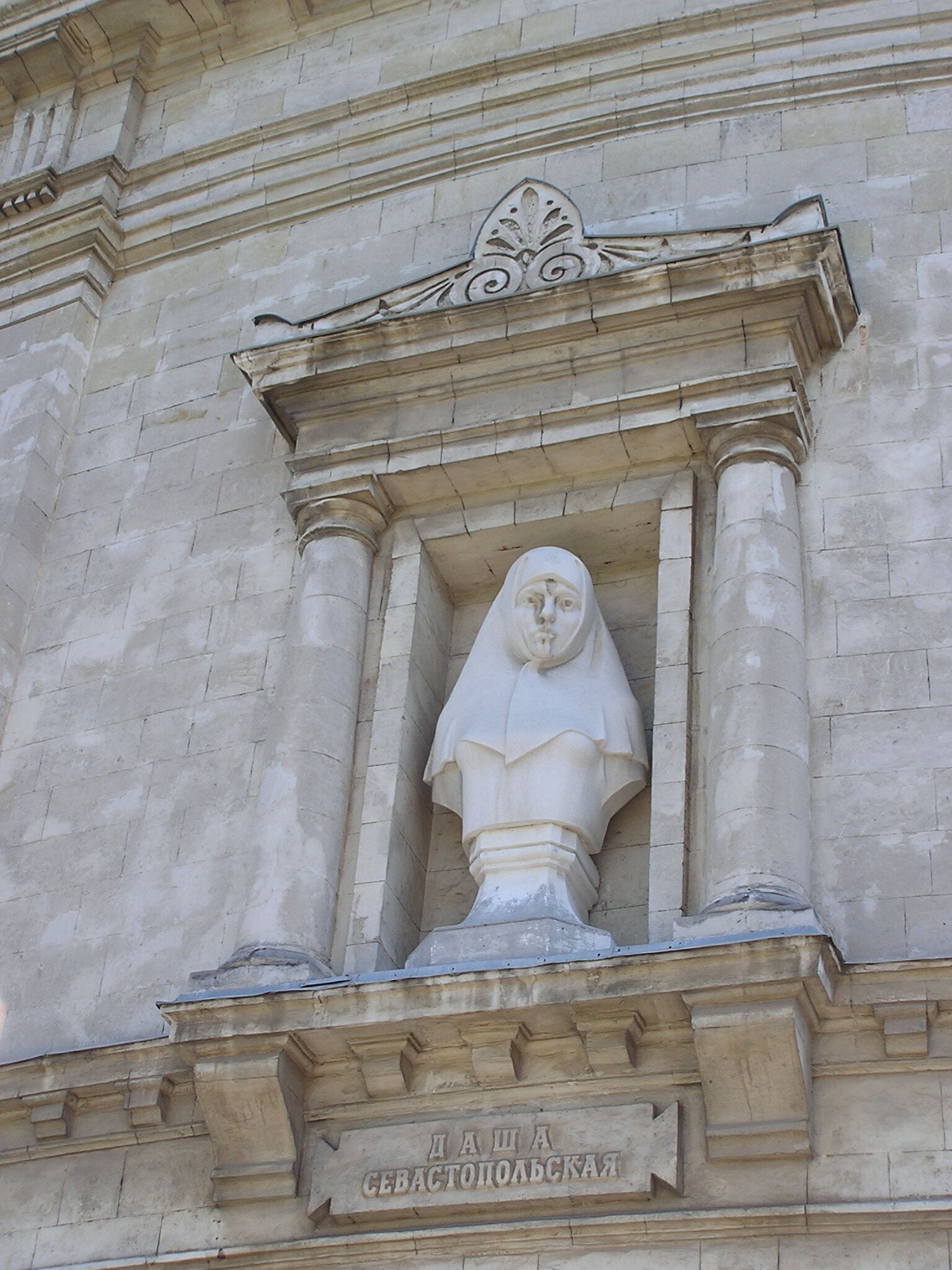
Busta Dašy Sevastopolské
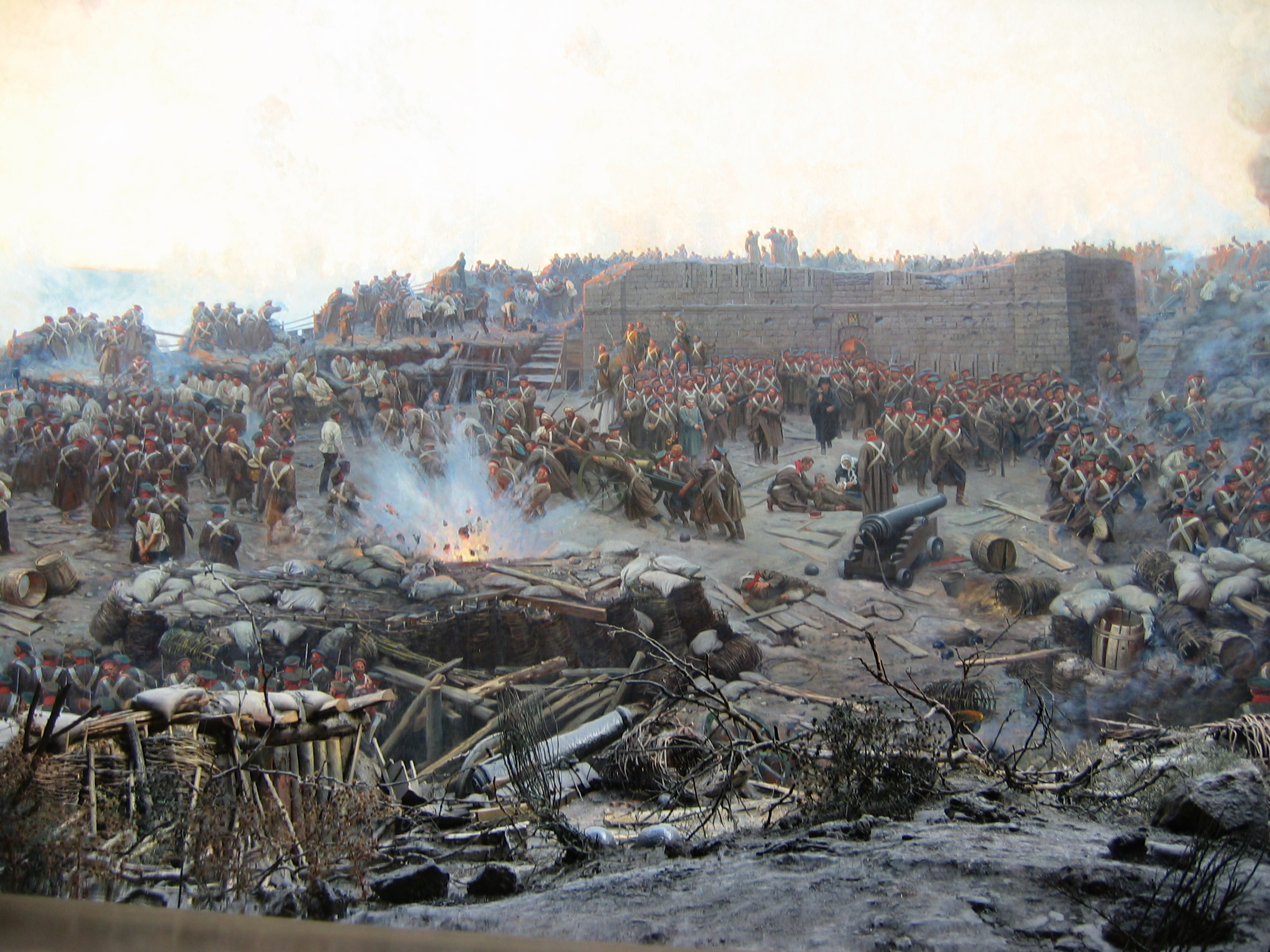
Detail obrazu
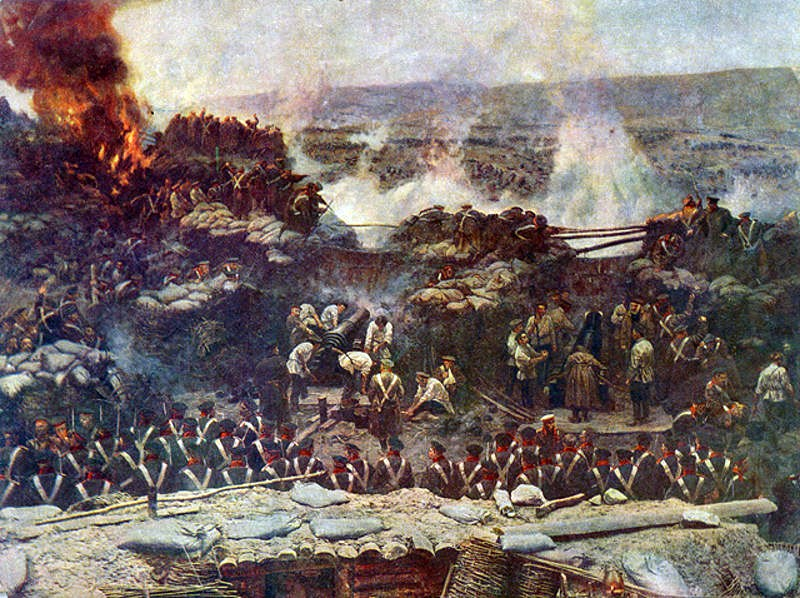
Detail obrazu